# Nils Conrad Kindberg
Nils Conrad Kindberg  (Karlstad, 7 de agosto de 1832-Upsala, 23 de agosto de 1910) fue un briólogo, botánico, y pedagogo sueco.

## Biografía
Sus padres eran Conrad Kindberg, y Christina Maria Kiellin. Asistió a la escuela media de 1841-1849 en su ciudad natal. Mientras estudiaba en Upsala, tenía que trabajar por razones financieras como tutor y completó su doctorado en agosto de 1856. Posteriormente, trabajó hasta 1858 como profesor en Karlstad, un año en Vänersborg y en 1901 en Linköping.
En 1868, se casó con Kristina Hardin Ansgaria, y tuvieron cuatro hijos.
Además de su trabajo como profesor, trabajó intensamente con los estudios botánicos. Desde 1871, se concentró su investigación en musgos (Bryophyta), comprometiendo muchos viajes de estudio por Suecia, y en el extranjero a Alemania, Suiza, Francia, España e Italia, y más tarde a América del Norte. Publicó sus hallazgos en más de 100 publicaciones y varios libros de texto, que a menudo tenía que aguantar muchas críticas. Su mayor obra fue la sexta parte del Catálogo de las plantas de Canadá (1892), que editó con John Macoun.

## Algunas publicaciones
- 1903. Species of European and North American Bryineae. Revisó J.M. Holzinger. The Bryologist 6 ( 1): 1-16

### Libros
- william campbell Steere, nils conrad Kindberg, howard alvin Crum. 1977. New combinations and new taxa of mosses proposed by Nils Conrad Kindberg. Memoirs of the New York Botanical Garden 28 (2 ): 1-220
- 1903. Skandinavisk bladmossflora: I hort ofversigt. Ed. C.E. Fritzes, 200 pp.
- 1897. European and North American Bryineae (Mosses). Ed. Linköpings Lithografiska Aktiebolag, 410 pp.
- 1892. Catalogue of Canadian Plants: Gamopetalae. Catalogue of Canadian Plants 3 (6-7) Geological & Natural History Survey of Canada. Ed. Dawson Bro.
- 1888. Enumeratio Bryinearum exoticarum quam alphabetice diposuit. Ed. Officina Corresp. Ostrogoth, 83 pp.
- 1880. Ostgöta flora, beskrifning öfver Östergötlands fanerogamer och ormbunkar, af N. C. Kindberg. 3e upplagan (Descripción de la flora durante el Año Nuevo, fanerógamas y helechos, por Kindberg. 3ª edición) Ed. P. M. Sahlström, 327 pp.
- 1877. Svensk flora: Beskrifning öfver Sveriges fanerogamer och ormbunkar. Ed. P. M. Sahlströms Bokhandel (H. W. Tullberg), 402 pp.
- 1863. Monographia generis Lepigonorum, auctore N. C. Kindberg. Ed. C. A. Leffler, 	48 pp.
- 1856. Synoptisk framställning af växtslägtet Lepigonum. Ed. Leffler, 16 pp.

## Eponimia
Género
- (Poaceae) Kindbergia (Ochyra) Bor[1]

Especies
- (Asteraceae) Hieracium × kindbergii Dahlst.[2]